# Dragon Ball Z: Attack of the Saiyans
Dragon Ball Z: Attack of the Saiyans, llamado originalmente Dragon Ball Kai: Saiyajin Raishū (サイヤ人来襲 La invasión de los Saiyajin?), es un videojuego de rol para Nintendo DS basado en la remasterización de Dragon Ball Z llamada Dragon Ball Kai y que ya ha obtenido un gran éxito en Japón superando ampliamente las 200.000 copias vendidas y manteniéndose varias semanas en el top 5.
El juego fue desarrollado por Monolith Soft creadores de Baten Kaitos y Xenosaga, y publicado por Namco Bandai bajo la marca Bandai.

## Recepción
Dragon Ball Z: Attack of the Saiyans recibió generalmente reseñas mixtas a positivas de parte de la crítica especializada desde su lanzamiento.